# Man on Wire
Man on Wire је документарни филм о плесачу на жици, жонглеру, пантомимичару и акробати Филипу Петију. Филм говори о организовању илегалне акције преласка на жици између два торња Свјетског трговачког центра у Њујорку 1974. године, коју је организовао Пети са неколико познаника и пријатеља из Француске, Аустралије и САД. Акција је припремана шест година и филм показује почетке акције, као и снимке преласка између два торња катедрале Notre-Dame de Paris у Паризу, као и драматуршки приказане идеје припремања акције и оригиналне снимке преласка и хапшења Петија од стране америчке полиције након 45 минута на жици дебелој један инч, на висини од 417 метара.
Филм је добио Оскара за најбољи документарни филм 2008. године.